# Architecte logiciel

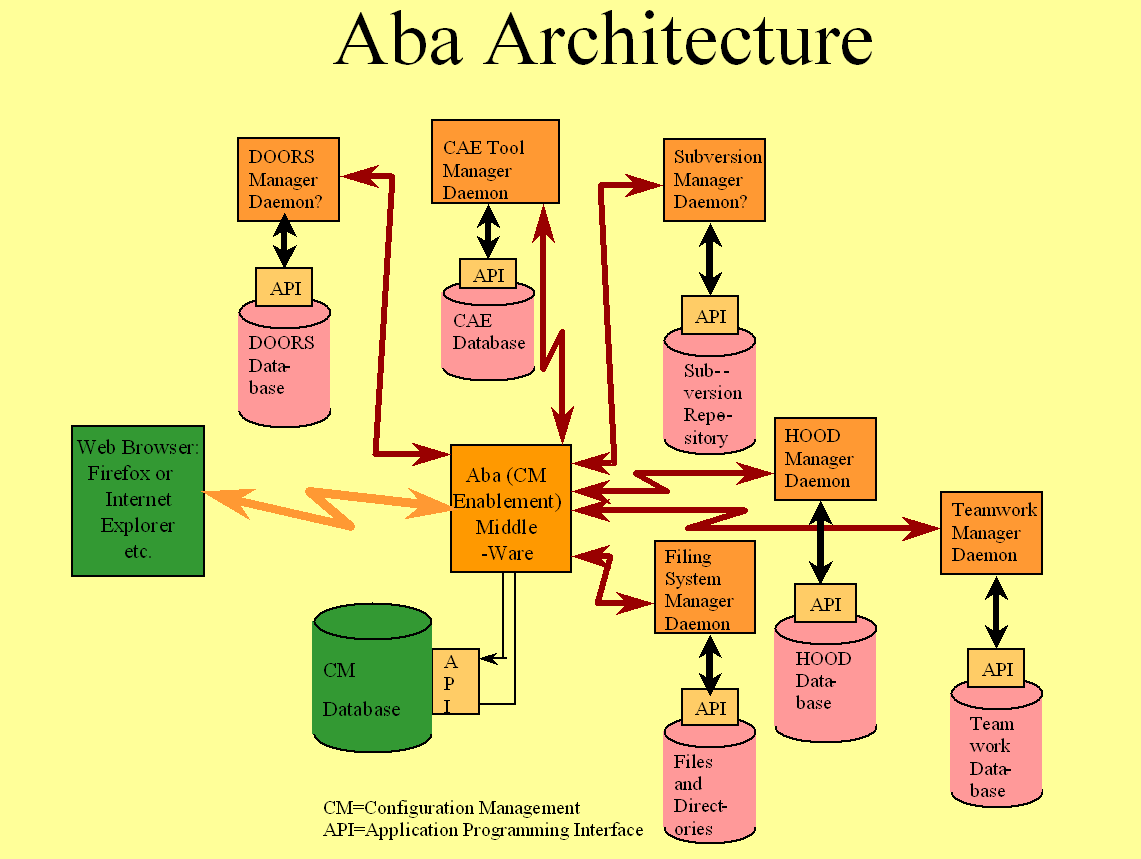
Exemple d'architecture logicielle.

Ne doit pas être confondu avec architecte informatique.
L'architecte logiciel est un expert en informatique qui est responsable de la création et du respect du modèle d'architecture logicielle. Il se distingue de l'architecte informatique qui travaille sur le matériel.

## L'architecte logiciel
C'est un informaticien professionnel agréé ou un ingénieur logiciel membre d'un ordre professionnel dans plusieurs pays.
Le rôle d'architecte logiciel peut, dans de petits projets, être tenu par l'analyste, le chef de projet ou le développeur responsable du projet. Dans les grandes entreprises, il est possible de trouver un architecte logiciel en chef qui est responsable de l'application des normes d'architecture à l'ensemble des projets et de la gestion et de la réutilisation des composants logiciels de l'entreprise. Dans les projets d'envergure, il est possible de retrouver un architecte logiciel et plusieurs sous-architectes logiciel, responsables de parties disjointes du logiciel à construire.
L'analyste fonctionnel, l'architecte logiciel et l'ingénieur logiciel ont des responsabilités distinctes : le premier pilote les cas d'utilisation, le second l'architecture et le troisième le développement.
En France, en 2010, le Répertoire national des certifications professionnelles ne répertorie qu'une seule formation d'« architecte logiciel » dispensée par l'Afcepf.

## La tour d'ivoire
L'architecte logiciel a besoin d'avoir une vision globale du système à concevoir ou à maintenir. C'est à ce niveau que son rôle est le plus important car il est souvent le seul à avoir la capacité d'anticiper, ou à défaut de détecter et résoudre les problèmes résultant de l'interaction entre les différentes parties de ce système ou de l'utilisation de sous-systèmes par d'autres sous-systèmes. Il peut s'agir par exemple de problèmes d'interopérabilité, de productivité, d'intégration ou de performance. En conséquence, il travaille souvent avec une vision abstraite et synthétique du système considéré.
Cependant, il a également la nécessité de rester pratique, en contact avec les problèmes quotidiens des ingénieurs logiciels, et les difficultés qu'ils éprouvent à mettre en œuvre les solutions recommandées, appliquer des patterns pas nécessairement aussi aisés d'emploi que l'architecte logiciel pourrait le penser. Les facteurs influant sur la productivité et le confort de travail des développeurs sont nombreux : environnement de développement intégrant les problématiques de gestion de configuration qui sont souvent très épineuses, accès à la documentation, contraintes de planning, etc. Il faut bien sûr ajouter à cette liste le travail produit par l'architecte logiciel lui-même ; seule la confrontation avec le « monde réel » des développeurs permet de déterminer son degré d'adéquation au besoin. Il est donc impératif que l'architecte logiciel consacre du temps à éprouver les solutions qu'il propose, allant éventuellement jusqu'à produire lui-même, dans un environnement de production identique à celui des développeurs, du code les mettant en œuvre afin de le tester et d'évaluer concrètement les avantages et inconvénients de ces solutions.
Concilier la prise de recul avec le maintien d'un contact étroit avec « le monde des développeurs » est un exercice difficile sur des gros projets, et l'un des écueils possibles du rôle d'architecte logiciel est de s'isoler dans sa vision abstraite et ne pas parvenir à garder le contact avec la réalité. C'est ce que l'on nomme le « syndrome de la tour d'ivoire ».

## Dénomination légale
En France, les dénominations d’architecte DPLG et Architecte DE-HMONP sont des titres protégés, strictement réservé aux personnes titulaires du diplôme d'architecte et inscrites au Tableau du Conseil de l'Ordre des Architectes, exerçant dans le secteur du bâtiment, à l'exclusion de tout autre. La désignation présentée dans cet article n'a donc, en France, qu'un caractère officieux. L'usurpation du titre professionnel d’architecte DPLG, expose les intéressés à des poursuites pénales.
Contrairement à l'architecte DPLG ou DE-HMONP, il est possible d'exercer des postes d'architecte logiciel, technique et informatique avec une multitude de diplômes et après quelques années d'expériences.